# Nelly Tshela Mutay
Nelly Tshela Mutay, née le 25 décembre 1970 à kisangani, est juriste, écrivaine, agrégée en langue française, consultante certifiée en leadership vertueux et conférencière. Elle est originaire de la république démocratique du congo.
En novembre 2023, Elle fonde et préside l'établissement d'utilité publique dénommé: l’Académie d'Art Oratoire et Leadership. Elle est également auteure de plusieurs ouvrages, et détentrice de plusieurs prix et reconnaissances, elle a notamment reçu le prix de femme inspirante, décerné par le  Mouvement Mondial des Femmes et Filles Leaders Panafricaines, en 2024.

## Biographie

### Parcours
Nelly Tshella, est juriste, coach en leadership vertueux  née en république démocratique du Congo. Elle anime plusieurs conférences tant au niveau local qu'à l'international.
En mars 2019, passionnée par la formation de la jeunesse, elle lance l'initiative concours féminin d'éloquence destiné aux jeunes écolières. Ce concours se tient en mars, une excellente façon de doter la jeune fille d'une compétence essentielle pour sa vie : l'expression orale ou la prise de parole en public,.
En novembre 2023, Nelly ouvre son propre Académie d'Art Oratoire et Leadership, un établissement public où toutes ses activités sont désormais mises en œuvres. Ces activités tournent autour des Objectifs de développement Durable 4, 5 et 16 des nations unies aux horizons 2030.

## œuvres
- 2020 : Malikia, Bande dessiné[5],
- 2020 : Le Secteur de l'Education face aux nouveaux défis à relever[6],

- 2021 : Module Expression orales, (Independently Published)[7],

- 2021 : Module Expression écrites[8],

- 2023 : Sors de ta zone de confort[9]